# Mitologia arabska
Mitologia arabska – wierzenia Arabów w okresie poprzedzającym pojawienie się i ekspansję islamu, mające charakter politeistyczny. Bogowie i boginie arabscy, w tym Hubal i boginie Al-Lat, Al-Uzza i Manat, czczono w lokalnych sanktuariach, takich jak Kaaba w Mekce. Dotychczas zaproponowano różne teorie dotyczące roli Allaha w religii mekkańskiej. Wiele opisów fizycznych dotyczących przedmuzułmańskich bogów odnosiło się do posągów (zwanych asnam), szczególnie obok Kaaby, o której mówiono, że zawierała ich nawet 360.

## Zarys ogólny i źródła

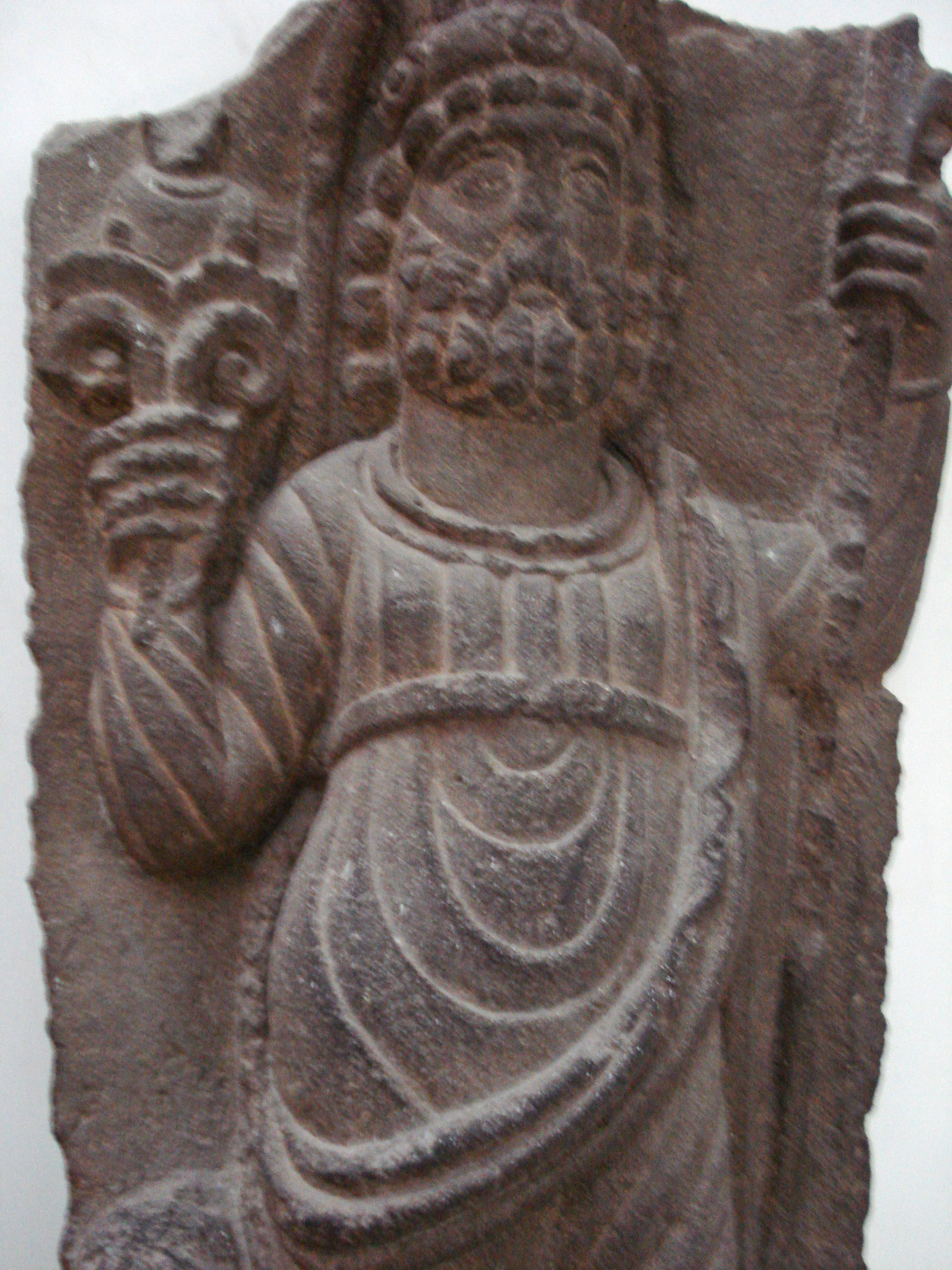
Duszara - jedno z bóstw mitologii arabskiej

Do ok. IV w. niemal wszyscy Arabowie praktykowali politeizm. Choć pojawiły się znaczące mniejszości żydowskie i chrześcijańskie, wielobóstwo pozostawało dominującym wyznacznikiem systemu religijnego przedislamskiej Arabii. Wierzenia i praktyki religijne nomadycznych Beduinów różniły się od wierzeń mieszkańców miast takich jak Mekka. Uważa się, że systemy wierzeń i praktyki religijne nomadów obejmowały fetyszyzm, totemizm i kult śmierci, ale przede wszystkim były związane z codziennymi troskami i problemami, a także nie poruszały głębszych zagadnień filozoficznych, jak na przykład życie po śmierci. Uważa się, że Arabowie osiedleni w ośrodkach miejskich wierzyli w bardziej złożony panteon bóstw. Podczas gdy Mekkańczycy i inni mieszkańcy Hidżazu czcili swoich bogów w stałych sanktuariach położonych w miastach i oazach, Beduini praktykowali swoją religię w trakcie podróży.
Współczesne źródła informacji o przedmuzułmańskim panteonie obejmują niewielką liczbę inskrypcji i rzeźb, pozostałości kamiennych idoli kultowych, odwołania w poezji przedmuzułmańskiego poety arabskiego Zuhayra bin Abi Sulmiego i przedislamskie imiona. Niemniej jednak dane są ograniczone i choć badacze twierdzą, że dominujące tradycje przedislamskiej Arabii były politeistyczne, nie ma ustalonego konsensusu co do charakteru przedislamskiego politeizmu. Według F.E. Petersa „jak się wydaje, jedną z charakterystycznych cech pogaństwa arabskiego jest brak mitologii, narracji, które mogłyby służyć wyjaśnieniu pochodzenia lub historii bogów”.
Większość istniejących informacji o Mekce w okresie powstania islamu i czasów wcześniejszych pochodzi z samego tekstu Koranu oraz późniejszych muzułmańskich źródeł, takich jak literatura biograficzna dotycząca życia Muhammada czy VIII-wieczna Księga Idoli. Inne źródła są na tyle fragmentaryczne i wyspecjalizowane, że opisanie niebudzącej wątpliwości historii tego okresu opierając się na nich samych jest niemożliwe. Niektórzy uczeni uważają, że biografie Mahometa nie są niezależne od Koranu, lecz zostały sfabrykowane w celu wyjaśnienia tekstów Koranu. Istnieją dowody na poparcie twierdzenia, że niektóre treści z biografii mahometańskich są wątpliwej jakości, ale istnieją również dowody na ich pochodzenie niezależnie od Koranu. Problem stanowi fakt, że najwcześniejsze muzułmańskie dzieła historyczne, w tym biografie Mahometa, powstały w formie ostatecznej już po upływie ponad wieku od rozpoczęcia ery islamskiej. Niektóre z tych prac opierały się na zaginionych wcześniej tekstach, które z kolei przekazywały płynną tradycję ustną. Uczeni nie zgadzają się co do okresu, w którym owe ustne tradycje zaczęto systematycznie gromadzić i zapisywać, a także w dużej mierze nie zgadzają się co do oceny historycznej wiarygodności dostępnych tekstów.

## Allah
Niektórzy badacze twierdzą, że w przedislamskiej Arabii, w tym w Mekce, Allah uważany był za bóstwo, być może za stwórcę lub najwyższe bóstwo w politeistycznym panteonie. Słowo Allah (z arabskiego al-ilah oznaczającego „bóg”) mogło być częściej używane jako tytuł niż jako imię. Pojęcie Allaha mogło być niejasne w religii mekkańskiej. Zgodnie z tekstami islamskimi, Mekkańczycy i ich sąsiedzi uważali, że boginie Al-lāt, Al-'Uzzá i Manāt były córkami Allaha.
Regionalne warianty słowa Allah występują zarówno w pogańskich, jak i chrześcijańskich tekstach przedmuzułmańskich. Imieniem ojca Mahometa było 'Abd-Allāh, co oznacza „sługę Allaha”.

## Al-Lat, Al-Uzza i Manat
Al-Lat, Al-'Uzzá i Manat były powszechnie używanymi nazwami używanymi w odniesieniu do wielu bogiń w całej Arabii. Zdaniem G. R. Hawtinga współcześni uczeni często wiążą imiona arabskich bogini Al-lāt, Al-'Uzzy i Manāt z kultami astralnymi, a zwłaszcza Wenus, czerpiąc z dowodów zewnętrznych wobec tradycji muzułmańskiej, a także nawiązujących do Syrii, Mezopotamii i Półwyspu Synaj.
Istnieją dwie etymologie imienia al-lāt. Etymologia najlepiej odzwierciedlająca arabską tradycję leksykograficzną wywodzi imię z czasownika latta (mieszać lub ugniatać mąkę jęczmienną). Jest to również związane z „idolem zazdrości” wzniesionym w Świątyni Jerozolimskiej według Księgi Ezechiela, pod którym mąkę jęczmienną złożył w ofierze mąż podejrzewający swoją żonę o niewierność. Z Księgi Idolów al-Kalbiego można wywnioskować, że podobny rytuał był praktykowany pod posągiem Al-lāt w Mekce. Druga etymologia, będąca bardziej zgodna z tradycjami semickimi w ogólności przyjmuje, że Al-lāt jest kobiecą formą Allaha. Słowo al-Lat było używane jako nazwa i tytuł dla wielu przedislamskich bogini Arabii i było używane zarówno wobec żony Allaha, jak i córki w zależności od regionu. Było używane w roli tytułu wobec bogini Aszery i Athirat. Słowo to jest pokrewne do Elat, będącego imieniem żony semickiego bóstwa El. Al-'Uzzá była w międzyczasie związana z mezopotamskimi boginiami Nanai, Inanna oraz Isztar. Manat była najprawdopodobniej związana z grecką boginią Nemezis. Podobny wyraz Menītu/Menūtu był używany jako tytuł dla Isztar.

## Mekka

### Al-Kaba
Kaaba, której otoczenie uważano za święte (haram), stała się narodowym sanktuarium pod pieczą Kurajszytów, naczelnego plemienia Mekki, co uczyniło z Hidżazu najważniejszy obszar religijny w północnej Arabii. Jego rola została ugruntowana przez konfrontację z chrześcijańskim królem Abrahą, który w połowie VI wieku kontrolował z Jemenu dużą część Arabii. Abraha po wybudowaniu kościoła w Sanie chciał uczynić to miasto centrum pielgrzymkowym, jednak Kaaba stanowiła wyzwanie wobec tej koncepcji. Abraha znalazł pretekst, przedstawiony w różnych źródłach zamiennie jako zanieczyszczenie kościoła przez plemię pokrewne Mekkankom lub jako atak grupy Mekkan na wnuka Abraha w Nadżranie. Porażka jego wojsk, zebranych w celu podboju Mekki, jest przytaczana z nadprzyrodzonymi szczegółami przez tradycję islamu, a także jest wzmiankowana przez Koran i poezję przedislamską. Po bitwie, prawdopodobnie mającej miejsce około roku 565, Kurajszyci stali się dominującą siłą w zachodniej Arabii, według źródeł islamskich otrzymując tytuł „ludu bożego” (ahl Allah) i utworzyli stowarzyszenie kultowe ḥums, zrzeszające członków wielu plemion w zachodniej Arabii wokół Kaaby.

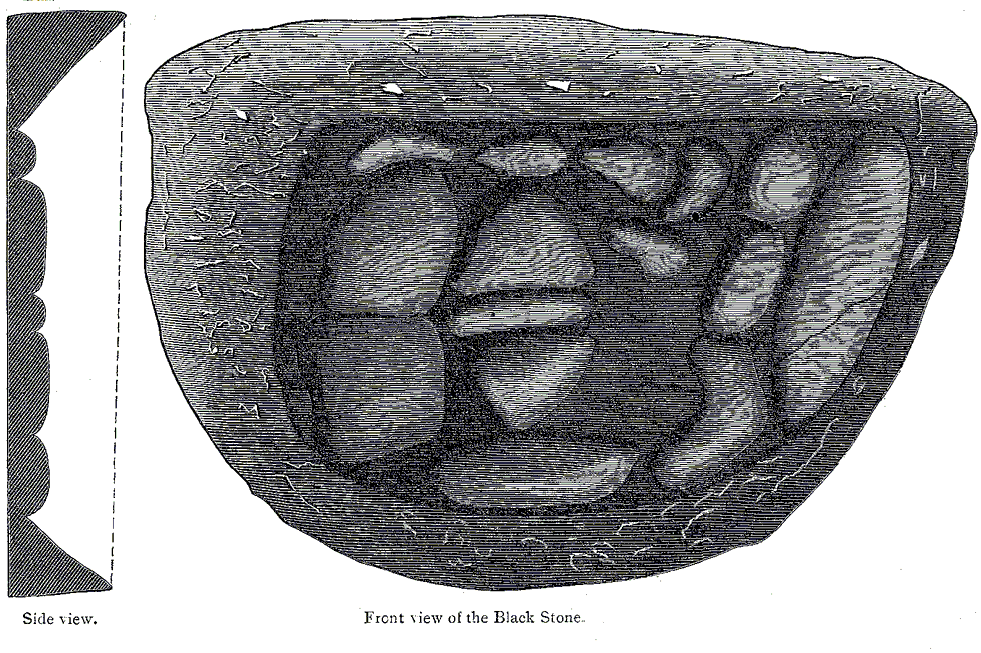
Rysunek Czarnego Kamienia z Kaaby w postaci fragmentarycznej; ilustracja boku i przodu.

Zgodnie z tradycją, Kaaba była sześcienną, pierwotnie niezadaszoną konstrukcją, w której znajdował się Czarny Kamień czczony jako fetysz. Sanktuarium było poświęcone Hubalowi (arab. هبل), który według niektórych źródeł był czczony jako największy spośród 360 bóstw, których wyobrażenia stały wokół Kaaby, i które prawdopodobnie reprezentowały poszczególne dni roku. Ibn Ishak i Ibn Al-Kalbi relacjonują, że posąg Hubala wykonany z kamienia szlachetnego dostał się w posiadanie Kurajszytów ze złamaną prawą ręką, zaś Kurajszyci wykonali zastępczą rękę ze złota. Wróżbiarz dokonywał wróżenia w świątyni, rysując strzały rytualne, a także dokonując przysiąg i ofiar mających zapewnić sukces. Zdaniem Marshalla Hodgsona stosunki z bóstwami i fetyszami w Mekce przedislamskiej opierały się głównie na negocjacjach, w ramach których oczekiwano przychylności w zamian za ofiary. Bóstwo lub wyrocznia niespełniające pokładanych oczekiwań czasami spotkały się z gniewem.

### Allah i Hubal
Przedstawiono różne teorie dotyczące roli Allaha w religii mekkańskiej. Zgodnie z hipotezą nawiązującą do Juliusa Wellhausena, Allah (najwyższe bóstwo plemiennej federacji skupionej wokół Kurajszytów) był tytułem uświęcającym najwyższość Hubala (najwyższego boga Kurajszytów) ponad innymi bóstwami. Istnieją jednakże dowody wskazujące, że Allah i Hubal stanowią dwóch różnych bogów. Zgodnie z tą hipotezą, Kaaba została najpierw poświęcona najwyższemu bóstwu o imieniu Allah, a następnie gościła panteon Kurajszytów po podbiciu przez nich Mekki, na około wiek przed czasami Mahometa. Niektóre inskrypcje zdają się wskazywać na użycie Allaha jako imienia bóstwa politeistycznego wieki wcześniej, lecz nie wiadomo nic dokładnego na temat takiego wykorzystania. Niektórzy uczeni zasugerowali, że Allah mógł reprezentować dalekiego boga-stwórcę, który stopniowo tracił na znaczeniu na rzecz bardziej wyspecjalizowanych bóstw lokalnych. Nie ma zgody co do tego, czy Allah odgrywał poważniejszą rolę w mekkańskim kulcie religijnym. Nie jest znana także żadna ikoniczna reprezentacja Allaha.

### Boginie
Trzy główne boginie religii Mekkańczyków to Al-lāt, Al-'Uzzá i Manāt, określane córkami Allaha. Tymczasem według Egertona Sykesa Al-lāt była kobiecym wcieleniem Allaha, z kolei Uzza była imieniem nadanym przez Banu Ghatafana planecie Wenus.
Allāt (arabski: اللات) lub Al-lāt była czczona na starożytnym Bliskim Wschodzie z różnymi związkami. Herodot w VI wieku p.n.e. rozpoznał Alilat (grecki: Ἀλιλάτ) jako arabską nazwę Afrodyty (oraz, w innym fragmencie, Uranii), co jest mocnym dowodem kultu Allāt w Arabii w tamtym okresie. Według Księgi Idolów, jej posąg oraz sanktuarium stały w At-Ta’if. Al-'Uzzá (arab. العزى), „Wszechpotężna”, była boginią płodności lub też boginią miłości. Jej główne sanktuarium znajdowało się w Nakhla, oddalonym od Mekki o dzień podróży. Manāt (arab. مناة) była boginią losu. Według Księgi Idolów, posąg Manat został wzniesiony nad brzegiem morza, między Medyną a Mekką. Mieszkańcy kilku regionów czcili Manat, składając pod jej posągiem ofiary, a niektóre pielgrzymki nie mogły zostać uznane za w pełni ukończone, dopóki nie odwiedziły Manāt i nie pokłoniły się przed jej wizerunkiem.

### Inni bogowie
Manaf (arab. مناف) był kolejnym bogiem mekkańskim; jego idol był głaskany przez kobiety. Kobietom w trakcie menstruacji nie wolno było zbliżać się do jego posągu. Mekkanie zwykli nazywać swoje dzieci Abd Manaf. Prapradziadek Mahometa nosił imię Abd Manaf; oznacza ono „sługa Manaf”. Przez niektórych uczonych jest uważany za boga słońca.
Panteon Kurajszytów nie był identyczny z panteonami plemion, które weszły z nimi w różne związki kultowe i handlowe, a zwłaszcza z tymi z humów. Christian Julien Robin twierdzi, że pierwszy był skomponowany głównie z bóstw czczonych w sanktuarium mekkańskim, w tym Hubala i Manaf, podczas gdy panteon stowarzyszeń był nań nałożyny, a główne jego bóstwa obejmowały trzy boginie, które nie miały żadnych posągów ani sanktuariów w tym mieście.

## Beduini
Beduini zostali włączeni do mekkańskich praktyk rytualnych, gdy odwiedzili oni miasta Hidżazu w przeciągu czterech miesięcy „świętego rozejmu”, z których pierwsze trzy były poświęcone religijnym obrządkom, zaś czwarty przeznaczono na handel. Alan Jones wywodzi z poezji beduińskiej, że bogowie, nawet Allah, byli mniej ważni dla Beduinów od Doli. Wydaje się, że mniej polegali na rytuałach i pielgrzymkach w roli środków zjednujących Dolę, lecz korzystali z wróżbiarstwa i wieszczów (kahinów). Beduini traktowali niektóre drzewa, studnie, jaskinie i kamienie jako przedmioty uświęcone, jako fetysze lub jako środki kontaktu z bóstwami. Stworzyli sanktuaria, w których ludzie mogli oddawać cześć fetyszom.
Beduini posiadali kodeks honorowy, o którym Fazlur Rahman Malik twierdzi, że można go potraktować jako ich etykę religijną. Kodeks ów obejmował zagadnienia takie, jak kobiety, odwaga, gościnność, honorowanie obietnic i paktów, a także zemsta. Beduini wierzyli, że duch osoby zmarłej nawoływał z grobu, dopóki nie zadośćuczyniono jego pragnieniu krwi. Praktyki takie, jak zabijanie żeńskich niemowląt były często traktowane jako posiadające sankcje religijne. Liczne wzmianki w Koranie o dżinnach oraz świadectwa zarówno literatury przedislamskiej jak i islamskiej wskazują, że wiara w duchy posiadała istotne znaczenie w przedmuzułmańskiej religii Beduinów. Istnieją jednakże dowody na to, że słowo jinn pochodzi z języka aramejskiego, w którym było używane przez chrześcijan do określania pogańskich bogów umniejszonych do statusu demonów i zostało wprowadzone do folkloru arabskiego dopiero w późnej erze przedislamskiej. Julius Wellhausen zauważył, że takie duchy uważano za mieszkańców pustych, obskurnych i ciemnych miejsc oraz że bano się ich. Miano się przed nimi chronić, lecz nie stanowiły rzeczywistych adresatów kultu.
Doświadczenia religijne Beduinów obejmowały również lokalny kult przodków. Zmarli nie byli uważani za potężnych, lecz raczej jako pozbawionych ochrony i potrzebujących miłości żyjących jako kontynuacji pozagrobowych zobowiązań społecznych. Jedynie wybrani przodkowie, zwłaszcza bohaterowie, od których plemiona wywodziły swoje imiona, wydają się być podmiotami prawdziwej czci.